# Ивана Хаджигерова
Ивана Герова Добревич е българска възрожденска учителка.
Родена е в Копривщица. Дъщеря е на хаджи Геро Добрович-Мушек и жена му Стойка, сестра на просветните дейци Константин и Найден Герови и майка на Рада Киркович, която отглежда като самотна майка. Тя единственото грамотно момиче от дъщерите на хаджията. Завършва образование в родния си град. В периода 1850 – 1861 г. е първата жена учител в Копривщица.
На 17 години се омъжва за Нешо Прахов за пръв път, но след няколко години овдовява и остава с двете си деца Тодор и Геро, а и без никакви средства. Тодор със склонността си към духовен живот и изобразителното изкуство след време става иконописец и схимник монах в Света гора. Там и почива в пещера в пост и молитва, и с отречение от света носейки името Теодосий Схимник.
Другият син на Ивана, Геро от малък става чирак при абаджиите, с които се отправя към Цариград, като постепенно се издига до калфа, а по-сетне и до самостоятелен търговец. На неговите завръщания в Копривщица се радва много неговата природена сестра Рада, заради хубвият армаган (дар), който носел от странство и благата музика на неговата свирка.
Научена на труд от строгият си баща Ивана изкарва прехраната на семейството с много усилия като плете чорапи за продан и тъче чужди платна. Въпреки трудностите и сиромашията намира време да чете на неграмотни мъже и жени псалтира за живи и мъртви, и да пише техните писма.
В самотните и дълги зимни, копривщенски нощи често се утешава с пеене. Така стига като решение от безизходицата да се омъжи за втори път. Мъжът, който взима е известен и благосъстоятелен търговец, Панчо Гугов, търгуващ с кенета и сукмани от града. Ивана не знае, че той е изпаднал несъстоятелност, и че голямата му къща ще бъде продадена заради неизплатени дългове. Така тя е изоставена от забягналия си във Варна мъж, отнесъл дори „пелеша“ (подарени при раждането златни и сребърни пари) на дъщеря си. Ивана пак остава сама с две малки деца – Атанас на година и половина и Рада на четиридесет дена.
За да я подпомогне, нейният баща хаджи Геро около 1850 година я назначава за учителка на момичетата и я прибира да живее в училището.